# Чыщонь, Магдалена
Магдалена Чыщонь (пол. Magdalena Czyszczoń; род. 4 марта 1995 года, Закопане, Польша) — польская конькобежка, участница зимних Олимпийских игр 2018 года и 2022 года.

## Биография
Магдалена Чыщонь родился в городе Закопане, Малопольское воеводство, Польша. С детства занималась разными видами спорта, пока в один момент, по совету матери, не остановила свой выбор на конькобежном спорте. Тренируется на базе клуба «AZS AWF Katowice». В национальной сборной за её подготовку отвечает известный польский тренер конькобежцев — Кжижтоф Недзведзкий.
На данный момент в активе Чыщонь нет каких-либо медалей, полученных на соревнованиях международного уровня. Лучший свой результат она продемонстрировала во время чемпионате Европы по конькобежному спорту 2018 года, что проходил в российском городе — Коломна. 7 января на катке Центра конькобежного спорта во время масс-старта среди женщин с результатом 8:44.04 (5.35) она финишировала шестой.
На зимних Олимпийских играх 2018 года Магдалена Чыщонь дебютировала в масс-старте. 24 февраля 2018 года на Олимпийском Овале Каннына в масс-старте в полуфинальном забеге она упала во время вхождения в поворот, но встала и продолжила забег. Таким образом, несмотря на то, что она догнала основную группу и финишировала первой с результатом 8:56.66, в финал Магдалена не прошла. В итоговом зачёте Чыщонь заняла 22-е место.